# Andecavi

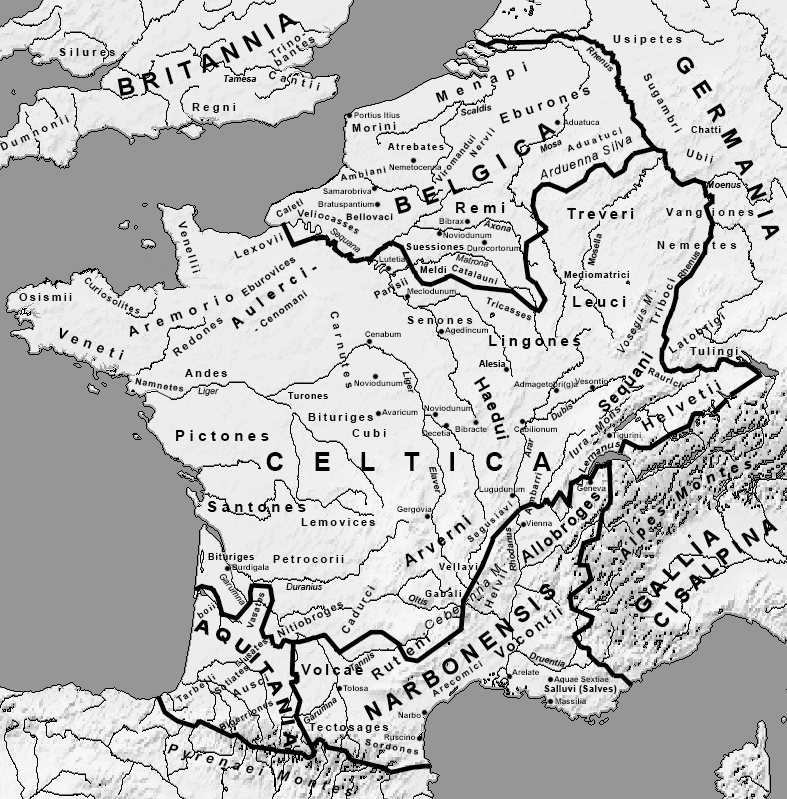
Gallië rond 54 v.Chr., met het gebied van de Andes (Andecavi) aangegeven

De Andecavi (ook wel: Andes) waren een Gallische volksstam. Ten tijde van hun onderwerping in 52 v.Chr. door Julius Caesar, bewoonde de stam sinds de vijfde eeuw v.Chr. het gebied aan weerszijden van de Loire. Hun hoofdplaats was een oppidum gelegen aan de in de Loire uitmondende Maine, dat tijdens de Romeinse overheersing uitgroeide tot een stad en sinds de derde eeuw n.Chr. Juliomagus was genaamd. Deze stad leende later de naam van haar oorspronkelijke bewoners en werd rond 500 n.Chr. omgedoopt tot civitas Andecavorum of kortweg Andecavis, het huidige Angers. Ook hun oorspronkelijke leefgebied werd naar hen vernoemd en is nu bekend als Anjou.

## Territorium
Ten westen van hun leefgebied woonden de Namnetes; ten noordenoosten de Cenomani, hun oosterburen waren de Turones, en zuidelijk, aan de linkeroever van de Loire, de Pictones.
De grenzen van het territorium van de Andecavi lijken te worden aangegeven met twee plaatsnamen, beide met de naam Ingrandes, oorspronkelijk Equoranda, met de kennelijke betekenis “aan de territoriale grens”. De verklaring van deze naam zou bestaan uit de naamdelen “Equo-” (Prekeltisch), ofwel “aan de grens”, en het Gallische “-randa”, in de zin van “territoriale grens”.
Zo zou Ingrandes-de-Touraine de grens tussen de Andecavi en de Turones afbakenen. De plaats Ingrandes aan de Loire in het departement Maine-et-Loire zou eventueel de grenslijn tussen Andecavii en Namnetes aan kunnen geven. Verder stroomafwaarts aan de Loire vanaf laatstgenoemde plaats Ingrandes, ligt echter ook de plaats Ancenis. Deze lijkt haar naam te ontlenen aan het Andecavische heiligdom Andenemessos, waarbij “Ande-” een verwijzing naar de Andecavi c.q. hun stamgod was en “-nemessos” een Gallisch woord voor “heilig woud”. Met deze theorie zou de territoriale grens tussen Andecavi en Namnetes verder westwaarts liggen dan wanneer deze grens bij Ingrandes (Maine-et-Loire) had gelegen.

## De Gallische Oorlog
Julius Caesar vermeldt de Andecavii in zijn Commentarii de Bello Gallico (hierna: BG), naast zijn verslaglegging van het beleg van Limonum (het huidige Poitiers), aan het einde van zijn relaas over de Venetische Oorlog – toen het Romeinse leger onder zijn leiding in 56 v.Chr. de zeevarende Gallische Veneti en andere Gallische en Belgische stammen aan de Atlantische kust had onderworpen, maakten de Romeinen kwartier voor de winter in het gebied van de Andecavi, Carnutes en Turones (BG, III, 35).
De “Andos” verbonden zich in 52 v.Chr. net als veel andere Gallische stammen met Vercingetorix tegen de Romeinen in een strijd die leidde tot de verpletterende nederlaag voor de Gallische alliantie in het Beleg van Alesia (BG, VII, 4).
Nog na de nederlaag bij Alesia verzetten de Andecavi zich onder leiding van hun hoofdman Dumnacos tegen Romeinse overheersing, maar zij werden uiteindelijk door het Romeinse leger van Julius Caesar overwonnen bij Limonum. De Andecavi en de groep Pictones die de Romeinen vijandig gezind waren, belegerden gezamenlijk Limonum, dat verdedigd werd door de Romeinsgezinde Pictonische hoofdman Duratios. Door tussenkomst van de Romeinse legaten Caius Caninius et Caius Fabius moesten Dumnacos en de zijnen echter het beleg opheffen (BG, VIII, 26-31).

## Overige vermeldingen
Tacitus maakt in zijn Annales gewag van een opstand onder de Andecavi en de Turones tegen het Romeinse Rijk onder het keizerschap van Tiberius, vanwege de grote schuldenlast aan de Romeinen waaronder alle Gallische staten zuchtten. Plinius de Oudere noemt de “Andecavi” gezamenlijk met alle naburige stammen in zijn Naturalis Historia; Ptolemaeus vermeldt de Andicavae in zijn Geografia.